# Morgana le Fay
 Ovo je glavno značenje pojma Morgana le Fay. Za druga značenja pogledajte Morgana le Fay (razdvojba).
Morgana le Fay, ponekad zvana i Morgan le Faye, Morgane ili Morgaine, lik je iz legendâ o kralju Arthuru. Ona je moćna čarobnica i Arthurova polusestra. Rani radovi u kojima se pojavljuje Morgana ne razrađuju njezin lik izvan njezine uloge čarobnice. Ona mnogo više dolazi do izražaja u kasnijim proznim djelima o Sir Lancelotu i Svetom gralu, u kojima ona postaje antagonistica uz kralja Arthura i kraljicu Guinevere. Ona je kćer Arthurove majke, Igraine i njezina prvog muža Gorloisa, vojvode od Cornwalla, čime se objašnjava kako je Arthur (sin Igraine i Uthera Pendragona) njezin polubrat. U mnogim se pričama navodi da je bila učenica čarobnjaka Merlina, te da je također bila i vještica i neprijatelj Vitezova Okruglog stola.

## U popularnoj kulturi
- Pojavljuje se kao sporedna protagonistica desete sezone serije Zvjezdana vrata SG-1, imena Morgan Le Fay.
- Videoigra League of Legends sadrži igrivog lika Morganu